# Bendo (Padas)
Bendo is een bestuurslaag in het regentschap Ngawi van de provincie Oost-Java, Indonesië. Bendo telt 2264 inwoners (volkstelling 2010).